# Sidorukun (Gresik)
Sidorukun is een bestuurslaag in het regentschap Gresik van de provincie Oost-Java, Indonesië. Sidorukun telt 4359 inwoners (volkstelling 2010).